# ناستاسن
ناستاسن هو أحد ملوك كوش (335 - 315/310 ق.م)، وبحسب لوحة من دنقلا فإن والدته كانت تسمى الملكة بلخا وربما كان والده الملك هرسوتيف، خلفه أرياماني.

## الآثار والنقوش
ناستاسن معروف من ثلاثة أشياء، أولها لوح جرانيتي ومقبض مرأة من الفضة والعديد من تماثيل أوشبتي، عُثر على مقبض المرآة والشابتي في هرم في نوري (بيج 15)، والذي كان من الواضح أنه مكان دفنه، كان آخر ملوك كوش يدفن في المقبرة الملكية في نبتة. عُثر على لوح من الجرانيت يبلغ ارتفاعه 1.63 م في دنقلا وهو الآن في متحف برلين الجديد.
تمكن ناستاسن أثناء حكمه لكوش من صد غزو تعرضت له المملكة من صعيد مصر. يذكر النقش التذكاري الخاص به أن قائد هذا الهجوم هو كامباسوتن ربما هو تحريف محلي لاسم خباباش المتمرد على حكم الفرس لمصر حوالي عام 338 قبل الميلاد. زعم ناستاسن في نقش النصر أنه استولى على عدد من القوارب الفاخرة وغنائم الحرب.

## المقبرة

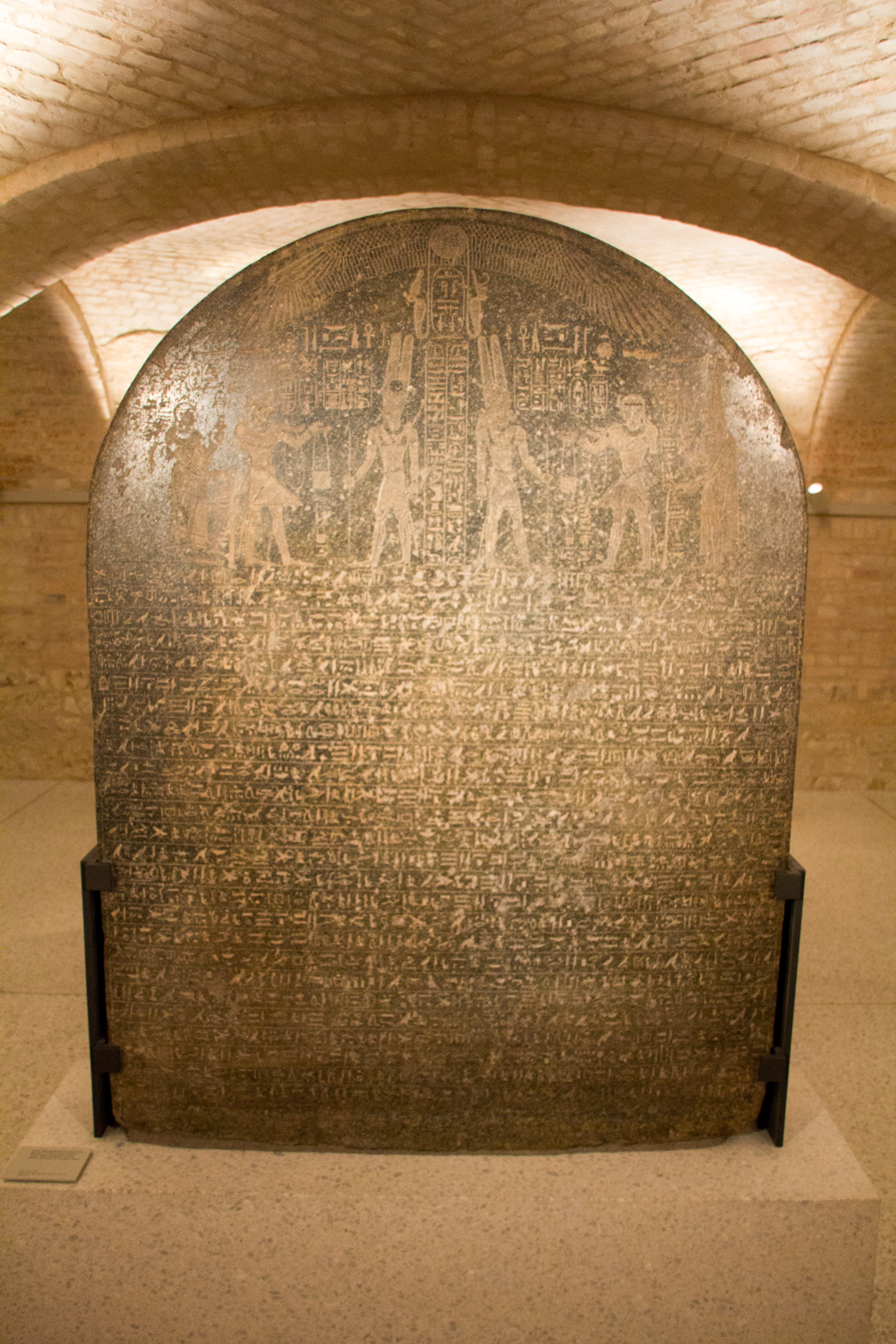
متحف نيويس، برلين، ألمانيا.لوحة: الملك ناستاسن ووالدته أمام الإله آمون. لوحة: الملك ناستاسن ووالدته أمام الإله آمون. حوالي عام ٣٣٠ قبل الميلاد.

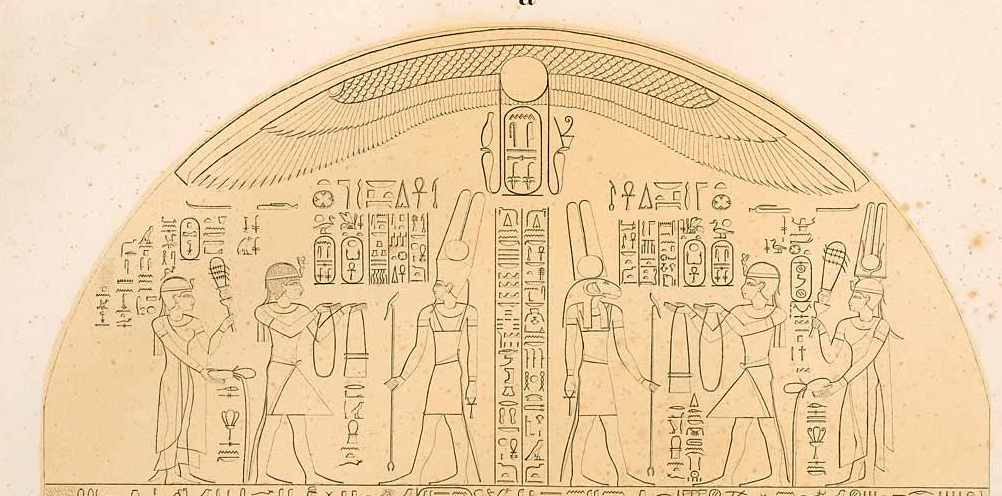
الملك ناستاسين برفقة والدته الملكة بيلخا (يسار) وزوجته الملكة سخماخ (يمين).

مقبرة ناستاسن هي واحدة من العديد من مقابر نوري التي يخطط عالم الآثار بيرس بول كريسمان وفريقه الأثري استكشافها باستخدام تقنيات التنقيب الأثري تحت الماء. يعود ذلك إلى ارتفاع منسوب المياه الجوفية في المنطقة النوبية الرابعة وغرق مدافن هذه الأهرام. تشير تقارير التنقيب إلى أن مقبرة ناستاسن لم تسرق ولم يخربها لصوص القبور.

شارك المستكشف جوش جيتس في مايو 2023 في غوص استكشافي مع البروفيسور كريسمان، وقد وثقت هذه المهمة في حلقتين من البرنامج الوثائقي Expedition Unknown (الموسم 11، الحلقتان 1 و2)، اللتين بثتا في 24 و31 مايو. من الاكتشافات التي عُثر عليها أوراق ذهبية وشظية عظمية في غطاء إصبع ذهبي، يُعتقد أنها تخص ناستاسن.

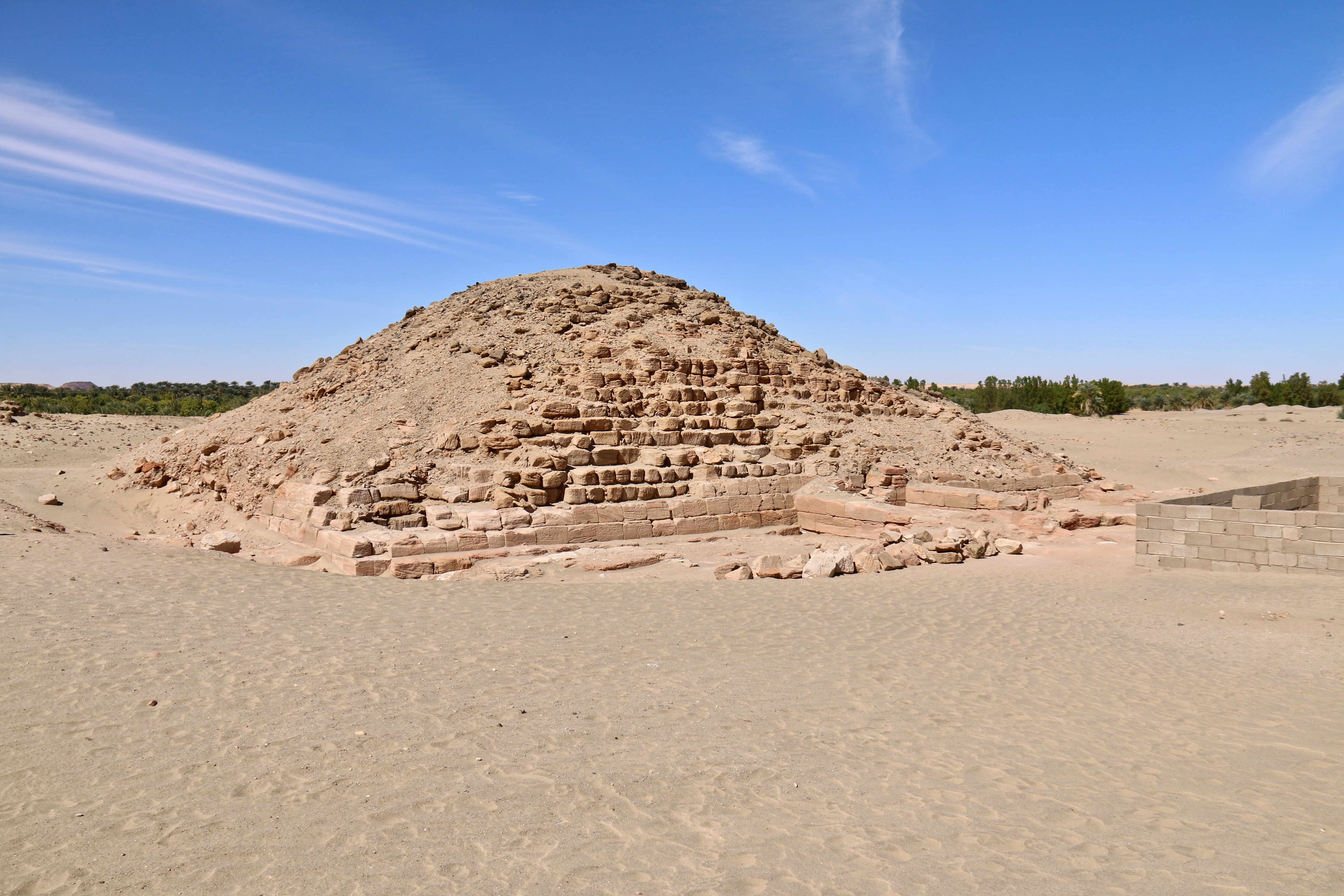
هرم ناستاسن، نوري، السودان.

## ثبت المراجع
- Fage، J.D.؛ Oliver، Roland (1975). The Cambridge History of Africa Volume 2: From C.500 BC to AD1050. Cambridge: Cambridge University Press. ص. 858. ISBN:0-521-21592-7.
- Török, László, in: Fontes Historiae Nubiorum, II, Bergen 1996, 467-501, (ردمك 82-91626-01-4)